# William Brede Kristensen
William Brede Kristensen (Kristiansand, 21 juni 1867 – Leiden, 25 september 1953) was een Noorse en later Nederlandse godsdienstwetenschapper die in de Nederlandse geesteswetenschappen een belangrijke rol heeft gespeeld.
Kristensen voltooide de middelbare school in 1884. Hij begon aan de studie theologie aan de Universiteit van Kristiania (Oslo), maar stapte in 1887 over naar godsdienstgeschiedenis, toen nog een vrij onbekend vakgebied. Als onderdeel van de studie verdiepte hij zich in de oosterse talen, waaronder Hebreeuws, Sanskriet, Egyptisch, Babylonisch en Avestisch. Aan de Universiteit Leiden studeerde hij (1890-1892) bij Cornelis Petrus Tiele, Abraham Kuenen en Willem Pleyte, en in 1892-1893 in Parijs bij de egyptoloog Gaston Maspero. Na zijn doctoraal examen werkte hij in 1895 in het British Museum in Londen aan zijn proefschrift. Op 18 juni 1896 promoveerde hij in Kristiania op het proefschrift Ægypternes Forestillinger om Liv efter Døden i Forbindelse med Guderne Ra og Osiris (Egyptische voorstellingen van het leven na de dood in relatie tot de goden Ra en Osiris). Daarna verbleef hij nogmaals in Parijs, waar hij goed bevriend raakte met de Zweedse theoloog (en later aartsbisschop) Nathan Söderblom. In 1897 behaalde hij zijn habilitatie in Kristiania.
Kristensen ontving in 1898 een beurs waaraan de verplichting was verbonden om colleges te geven aan de Universiteit van Kristiania. In 1901 werd hij benoemd tot hoogleraar Godsdienstgeschiedenis en Fenomenologie van de religie aan de Universiteit Leiden, als opvolger van zijn leermeester Tiele. Zijn oratie op 23 september 1901 was getiteld Het verband tussen godsdienst en de zucht naar zelfbehoud. Hij bekleedde de leerstoel tot zijn emeritaat in 1937; in het collegejaar 1915-1916 was hij rector magnificus van de Leidse universiteit.
Kristensen kan worden beschouwd als een grondlegger van de godsdienstfenomenologie in Nederland. Hij was een belangrijke invloed op zijn studenten, waaronder theologen, hebraïsten, egyptologen en andere geesteswetenschappers: o.a. Bernardus Dirks Eerdmans, Martinus Adrianus Beek, Gerardus van der Leeuw en Adriaan de Buck. Volgens Kristensen is fenomenologie de studie naar de “betekenis” van religieuze verschijnselen. Het zwaartepunt van zijn wetenschappelijk onderzoek betrof de antieke godsdiensten van Egypte, de Grieken en de Romeinen. Hij vond het belangrijk om religie te begrijpen en interpreteren zoals de gelovigen deze zelf begrepen. Om die reden hield hij zich bezig met culturen die geschriften hebben nagelaten en niet met prehistorische culturen. Hij schreef o.a. over het onlosmakelijke verband tussen leven en dood, zoals dit tot uitdrukking komt in mythen en afbeeldingen.
Hoewel Kristensen in de Nederlandse wetenschappelijke gemeenschap een belangrijke en gerespecteerde figuur was, bleef zijn internationale bekendheid relatief bescheiden. Hij ging in vele opzichten zijn eigen weg en woonde nauwelijks belangrijke conferenties bij; hij publiceerde voornamelijk in Nederlandse en Noorse wetenschappelijke tijdschriften, met name dat van de KNAW. Pas na zijn dood kwam zijn werk beschikbaar voor het internationale publiek, door de Engelse uitgave The Meaning of Religion, een vertaling van zijn lezingen over religieuze fenomenologie.

## Lidmaatschappen en onderscheidingen
Kristensen werd in 1898 benoemd tot lid van de Noorse Academie van Wetenschappen.
In 1914 ontving hij een eredoctoraat in de Godgeleerdheid van de Universiteit Groningen.
Hij werd benoemd tot lid van de Koninklijke Nederlandse Akademie van Wetenschappen in 1911 en was lid van Teylers Eerste Genootschap (1934-1951).
In 1929 werd hij benoemd tot ridder in de Orde van de Nederlandse Leeuw.
Hij ontving een eredoctoraat van de Universiteit van Uppsala, waar hij (ook na zijn emeritaat) gastcolleges gaf.

## Privéleven
Op 27 oktober 1896 trouwde hij in Lillehammer met de net afgestudeerde advocate Anna Lunde (24 november 1870-21 februari 1897). Na enkele maanden huwelijk overleed zij aan difterie.
Kristensen verkreeg in 1913 op zijn aanvraag het Nederlands staatsburgerschap.
Hij hertrouwde op 25 april 1916 in Amsterdam met Jacoba Heldring (1892-1984). Het echtpaar kreeg drie kinderen: Ingvar (1918-1996; bioloog), Gunhild (1919-2002; beeldend kunstenares) en Bjarne (1921-2020; hervormd predikant).

## Belangrijke publicaties
- Aegypternes forestillinger on livet efter döden i forbindelse med Ra og Osiris. Kristiansund, 1896.
- Het verband tusschen godsdienst en de zucht tot zelfbehoud. Leiden, 1901.
- Livet fra døden. Oslo, 1925 (gebaseerd op een reeks gastcolleges in Uppsala, 1922); Het leven uit den dood. Studiën over Egyptischen en Oud-Griekschen godsdienst. Haarlem, 1926, 1949; Life out of death. Studies in the Religions of Egypt and of Ancient Greece. Leuven, 1992.
- Verzamelde Bijdragen tot kennis der antieke godsdiensten. Amsterdam, 1947.
- Symbool en werkelijkheid. Arnhem, 1954.
- Religionshistorik studium. Oslo, 1954 (gebaseerd op een reeks gastcolleges in Oslo, 1946); Inleiding tot de godsdienstgeschiedenis. Arnhem, 1955.
- Symbool en werkelijkheid. Een bundel godsdiensthistorische studiën. Arnhem, 1954.
- The Meaning of Religion. Lectures in the Phenomenology of Religion (vertaald door John B. Carman). Den Haag, 1960, 1971.

Bibliografie in Jaarbericht Ex Oriente Lux I no. 5 (1937-1938), p. 284-286 en JEOL IV (1949-1954), p. 268.
- Bibsys: 90085544
- Biografisch Portaal: 17258473
- Digitale Bibliotheek voor de Nederlandse Letteren: kris005
- Gemeinsame Normdatei: 119389835
- International Standard Name Identifier: 0000 0000 8099 9977
- KulturNav: f8fe42c7-a35e-47cd-969b-af186b6f9052
- Library of Congress Control Number: n93096473
- Nationale Bibliotheek van Tsjechië: kup20020000052795
- Nationale Bibliotheek van Israël: 987007309543105171
- Nederlandse Thesaurus van Auteursnamen: 070952779
- Système universitaire de documentation: 090413237
- Virtual International Authority File: 20489641
- WorldCat: E39PBJpJdVXdPWXCDdGcC4hWDq